# Teatro-Circo Olympia
El Teatro-Circo Olympia (en catalán: Teatre-Circ Olympia) fue una sala de espectáculos española, situada en Barcelona, activa entre 1924 y 1947. Estaba situada en la ronda de San Pablo, esquina con la calle Aldana, cerca de la avenida del Paralelo, una zona de gran tradición teatral y escénica. En el Olympia se ofrecieron todo tipo de espectáculos, como teatro, circo, música, ópera, zarzuela, flamenco, ballet, variedades, boxeo y lucha libre. El local, con capacidad para 6 000 espectadores, se situaba en un edificio construido por Francesc Folguera.

## Historia
El teatro fue inaugurado el 4 de diciembre de 1924 como sala polivalente para diversos tipos de espectáculos, tanto artísticos como deportivos, e incluso acogió mítines políticos. El local disponía de 6 000 localidades, un escenario y una pista de 13 m de diámetro que podía convertirse en acuática, con capacidad para 300 000 litros, donde se celebraban ballets acuáticos, naumaquias o números con focas. El edificio fue obra del arquitecto novecentista Francesc Folguera, con el patrocinio de la empresa Tívoli, presidida por Joaquim Cabot y con la dirección artística de Josep Ventura Gannau hasta 1930. Posteriormente lo gestionaron, sucesivamente, los empresarios De Carlos, Sugranyes, Gasa-Corzana y Juan Carcellé. El local fue conocido en su día como «el Liceo del Paralelo».
Por el Olympia pasaron algunos de los mejores artistas internacionales de la época, como los payasos Antonet y Béby, el ciclista cómico Joe Jackson, los saltadores Méndez, la troupe china Royal Pequín, los funámbulos Wallenda, los acróbatas Medini y Frediani, los trapecistas Zemganno y Miss Tamara, el ilusionista Li-Chang, el faquir Blacaman, los tigres de Trubka, los leones del capitán Schneider, los caballos de Carré, etc. También programaron óperas como La Bohème de Puccini, Boris Godunov de Musorgski o la suite Iberia de Isaac Albéniz. En 1925 se estrenó el drama Danton de Romain Rolland. En 1926 se presentó el primer concierto de jazz celebrado en Barcelona.
El teatro fue clausurado el 28 de febrero de 1947 y el edificio fue derribado al año siguiente.